# Шепелев, Аггей Алексеевич
Аггей Алексеевич Шепелев (ум. 1688) — первый думный генерал, окольничий, командир «выборного» регулярного полка солдатского строя. Предок Мавры Шепелевой и (через неё) графов Шуваловых.
Отличился в бою против турок на Стрелковой горе во время второго Чигиринского похода русской армии, сопровождал патриарха Никона в изгнание в Ферапонтов монастырь. Во время стрелецкого бунта охранял со своим полком царевну Софью и малолетних царей Петра и Ивана в Троицком монастыре.

## Биография
Происходил из рода Шепелевых. Впервые упоминается в 1658 году в списке московских дворян. В это же время он был и командиром 1-го Московского выборного полка солдатского строя. В этом же 1658 году, когда в Москву приезжал грузинский царь Теймураз, Шепелев встречал его со своим полком за земляным городом.
В 1661 году Шепелеву за службу была дана награда: серебряный ковш, 40 соболей и 450 ефимков на покупку вотчины.
В декабре 1666 года он сопровождал осужденного собором патриарха Никона в Ферапонтов монастырь.
В 1671 году Шепелев был на воеводстве в Свияжске, где собирал дворян и детей боярских и верстал поместным и денежным окладом новиков.
В 1676 году он упоминается уже как постельничий, накануне антитурецкой кампании 1677 года произведен из полковников в генерал-майоры, по окончании успешной кампании сделан генерал-поручиком. Отличился далее в Чигиринском походе 1678 года снова под командованием князя Григория Ромодановского, был ранен в битве на Стрелковой горе, в 1679 году получил звание генерала, затем думного генерала. Проведя весь поход под Киевом и Чигирином, Шепелев по окончании войны вернулся в Москву и здесь в 1682 году участвовал в соборе относительно отмены местничества и подписал соборное деяние об этом.
8 июня 1682 года Шепелев был пожалован в думные дворяне с оставлением в звании думного генерала, причем велено было писать его прямо под окольничими, выше всех прочих думных дворян.
Во время стрелецкого бунта 1682 года А. А. Шепелев оставался верным малолетним царям, Петру и Ивану Алексеевичам, и царевне Софье, и со своим отрядом сопровождал их при бегстве в Троицкий Сергиевский монастырь. По усмирении бунта «были объявлены царские милости всем чинам, собравшимся на защиту государей. А на память сего случая была выбита медаль, которую получили дворовый боярин и сберегатель Василий Васильевич Голицын и Аггей Алексеевич Шепелев». В Историческом музее в Москве хранится оловянный слепок с медали Шепелева.
В 1686 году Шепелев был одним из ратных воевод в Малороссии для охранения её от крымских татар и турок, а в следующем году получил приказание собираться с ратными людьми в Ахтырке и участвовал под начальством князя В. В. Голицына в первом крымском походе. В этом же году в награду за поход Шепелев был пожалован в окольничие и получил за службу кафтан на соболях, золотой кубок и 60 рублей придачи к окладу.